# Nikolaj Coronius
Nikolaj Coronius, poljski jezuit in pedagog, * 1565, Gliwice, † 25. julij 1616, Zagreb.
Bil je prvi rektor Jezuitskega kolegija v Celovcu (29. julij 1604-1607), Jezuitskega kolegija v Ljubljani (10. maj 1607- december 1609) in Jezuitskega kolegija v Zagrebu (1614-1616). 